# Ляльковий театр «Чодамалом»
Ляльковий театр «Чодамалом» (угор. Csodamalom Bábszínház) або Мішкольцський театр ляльок (угор. Miskolci Bábszínház) — репертуарний ляльковий театр в угорському місті Мішкольці. 

## Загальні дані
Ляльковий театр «Чодамалом» міститься за адресою: 
вул. Лайоша Кошута, буд. 11, м. Мішкольц—3525 (Угорщина).
Керівник закладу — Ґабор Туліпан (Gábor Tulipán).

## З історії театру
Ляльковий театр у Мішкольці був заснований 1986 року. Попередником колективу стала аматорська трупа лялькарів, відома як «Мішкольцські лялькарі». Засновником театру був лялькар Тибор Коршені (Korzsényi Tibor). Назва колективу походить від назви культурного центру «Млин Фабіана» (угор. Fábián-malomnak). І хоча більше мішкольцські лялькарі не грають там вистав (тепер там проводить репетиції місцевий симфонічний оркестр), назва міцно закріпилась за закладом, й це ім'я залишається дотепер. 
Протягом майже чвертьстолітньої історії все більше і більше членів приєднувалося до трупи театру «Чодамалом», й лялькарі з Мішкольца невпинно розширяли та змінювали репертуар. 
Від 1992 року театр працює як офіційний заклад (професійний театр).

## Репертуар і діяльність
У репертуарі лялькового театру «Чодамалом» — понад 50 постановок, як за найкращими творами угорської дитячої та дорослої драматургії і адаптованої до театру літератури, так і за творами світової класики.
Щороку репертуар ретельно переглядається, і зазвичай мішкольцські лялькарі готують 2—3 прем'єрні постановки. Є у афіші театру й вистави для дорослої авдиторії. Крім того, театр визначається й постановкою так званих «лялькових опер» — на музику Мусоргського, Равеля тощо. З цими виставами колектив неодмінно бере участь у щорічному літньому Мішкольцському Оперному фестивалі (Miskolc Opera Festival).
Крім регулярної діяльності в Мішкольці, ляльковий театр «Чодамалом»  зі своїми виставами виїздить до інших угорських міст і навіть неодноразово демонстрував своє мистецтво за кордоном. Окрім того, мішкольцські лялькарі організують святочні вистави на Різдво, інші спеціальні програми для дітей, зокрема майстер-класи та уроки лялькарства, також колектив театру регулярно показує свою творчість для дітей-інвалідів та інших категорій громадян з підвищеними потребами.

## Виноски
1. ↑  Про театр (досл. «Сутінсть»)[недоступне посилання] на Офіційна вебсторінка театру (угор.)
2. ↑  Європейська театральна архітектура — Arts and Theatre Institute.
3. ↑  Трупа[недоступне посилання] на Офіційна вебсторінка театру (угор.)